# Den tid vi har
Den tid vi har er en dokumentarfilm fra 2011, der er instrueret af Mira Jargil.

## Handling
Ruth og Arne har kendt hinanden fra de var helt unge og nyforelskede. De blev gift og har siden levet 67 tætte og oplevelsesrige år sammen. Nu er Ruth døende, og Arne må tage afsked med sit livs elskede. Tappert hjælper han hende gennem den sidste tid.